# 'o Re
Pour plus de détails, voir Fiche technique et Distribution.
'o Re est un film italien réalisé par Luigi Magni, sorti en 1989.

## Synopsis
Après avoir renversés, le roi François II et sa conjointe Marie-Sophie de Bavière essaient de s'adapter à leur nouvelle vie.

## Fiche technique
- Titre : 'o Re
- Réalisation : Luigi Magni
- Scénario : Luigi Magni
- Musique : Nicola Piovani
- Photographie : Franco Di Giacomo
- Montage : Ruggero Mastroianni
- Production : Giovanni Di Clemente
- Société de production : Clemi Cinematografica et Titanus
- Pays :  Italie
- Genre : Comédie dramatique et historique
- Durée : 90 minutes
- Dates de sortie :  Italie : 27 janvier 1989

## Distribution
- Giancarlo Giannini : François II
- Ornella Muti : Marie-Sophie de Bavière
- Carlo Croccolo : Rafele
- Luc Merenda : Don Josè Borges
- Cristina Marsillach : Luciana
- Anna Maria Ackermann : Regina Vedova
- Corrado Pani : Generale Coviello
- Massimo Abbate : Trani
- Anna Kanakis : Brigantessa
- Franco Pistoni : Macchi
- Franco Tavassi : Caserta
- Sergio Solli : Pulcinella

## Distinctions
Lors de la 34e cérémonie des David di Donatello, le film reçoit 6 nominations et remporte le David di Donatello du meilleur acteur dans un second rôle pour Carlo Croccolo et le David di Donatello du meilleur créateur de costumes.